# 일진법

8의 일진법 표기

한국, 중국, 일본에서 쓰이는 正자.

일진법(Unary numeral system)은 밑이 1인 진법으로 자연수 N만큼 그 개수의 기호를 써서 수를 나타내는 방법이다. 동양에서는 正자를 쓰기도 한다. 보통 5개씩 묶어서 구별한다. 위치 기수법에 해당되지는 않는다. 주로 투표나 설문 조사 때 사용된다.
구어체에서 여전히 쓰이는 일진법으로는 남반구의 마이타가 있다.

## 같이 보기
- 단항 부호